# شهرستان لایان
شهرستان لایان (به لاتین: Lai'an County) یک منطقهٔ مسکونی در چین است که در چاجوا واقع شده‌است. شهرستان لایان ۱٬۴۸۱ کیلومتر مربع مساحت و ۴۸۶٬۰۰۰ نفر جمعیت دارد.